# یواس‌اس میستری (اس‌پی-۴۲۸)
یواس‌اس میستری (اس‌پی-۴۲۸) (به انگلیسی: USS Mystery (SP-428)) یک کشتی بود که طول آن ۷۱ فوت (۲۲ متر) بود. این کشتی در سال ۱۹۱۷ ساخته شد.